# Microrhopala excavata
Microrhopala excavata är en skalbaggsart som först beskrevs av Olivier 1808.  Microrhopala excavata ingår i släktet Microrhopala och familjen bladbaggar.

## Underarter
Arten delas in i följande underarter:
- M. e. excavata
- M. e. cyanea

## Bildgalleri

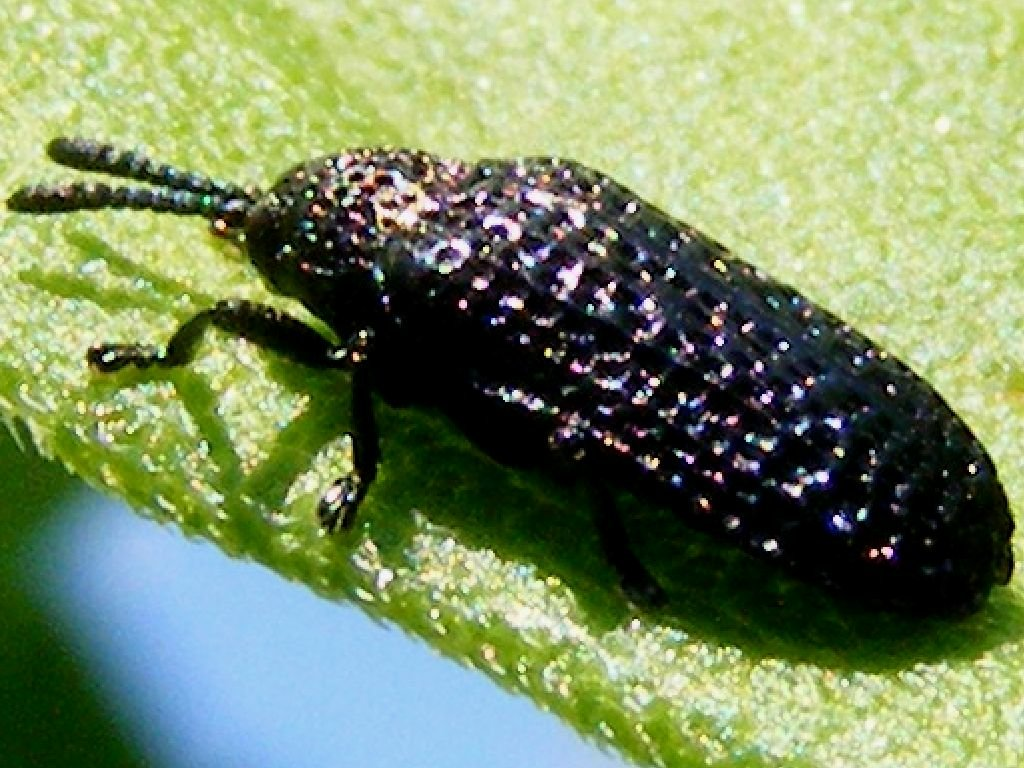
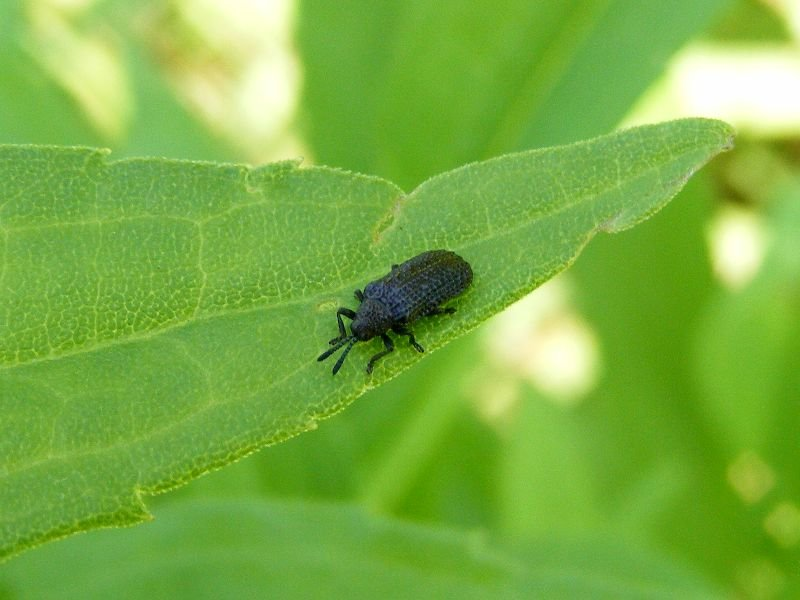
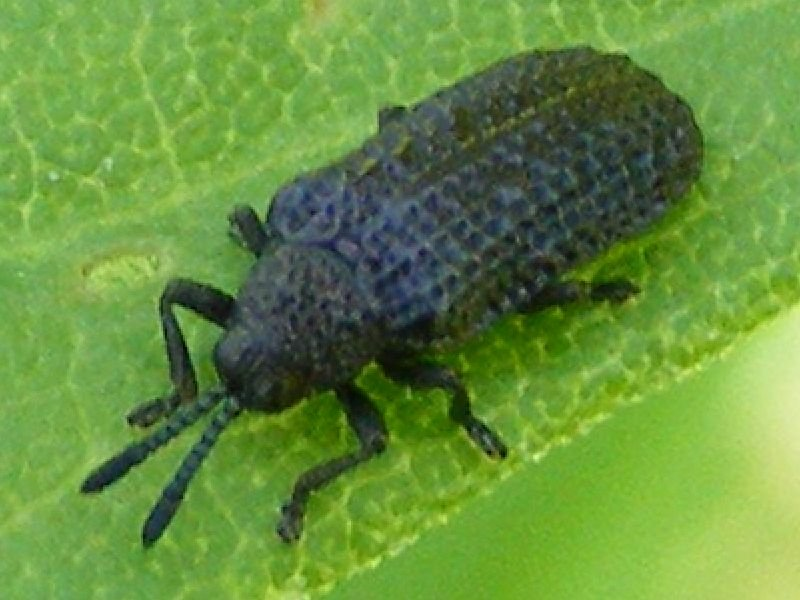
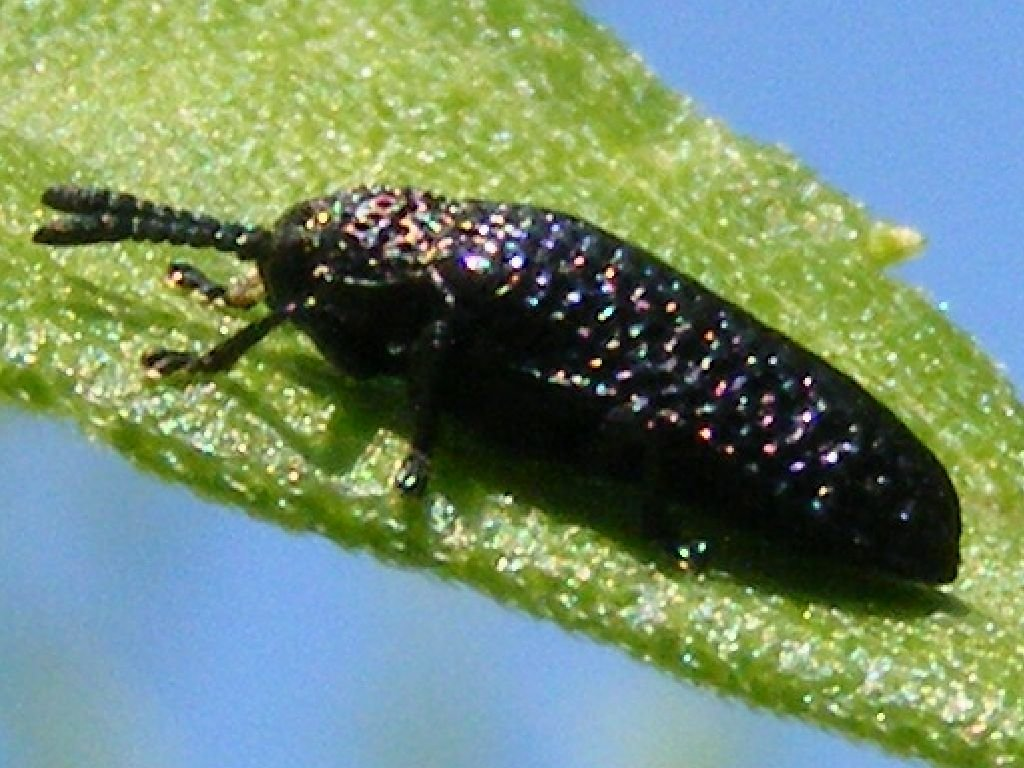